# Сюрратт, Эдвард
Эдвард Артур Сюрратт (англ. Edward Arthur Surratt; 8 августа 1941, Аликиппа, Пенсильвания) — американский убийца, совершивший в 1978 году убийство и несколько изнасилований. Был основным подозреваемым в совершении серии убийств, совершенной неустановленным серийным убийцей, который по версии следствия ответственен за совершение как минимум 18 убийств мужчин и женщин на территории штатов Пенсильвания, Огайо и Южная Каролина в период с осени 1977 года по 1 июня 1978 года. Споры о его виновности велись несколько десятилетий. В 2007 году, отбыв в заключении 29 лет, Сюррат признался в совершении 6 убийств, но никаких обвинений ему предъявлено не было, несмотря на то, что в ходе  расследования косвенные доказательства причастности Эдварда Сюррата к убийствам были найдены..

## Биография
Эдвард Сюрратт родился 8 августа 1941 года в городе Аликиппа в семье успешного предпринимателя Артура Сюрратта. Детство и юность Эдвард провел в социально-благополучной обстановке, так как его семья не испытывала материальных трудностей и других психотравмирующих ситуаций. Сюрратт посещал школу Aliquippa High School, где с отличием закончил 8 классов. Большинство из его друзей того периода отзывались о нём крайне положительно.
Начиная с 9-го класса обучения он потерял интерес к учёбе и стал больше времени проводить на улице, которая как социально-педагогическая среда сильно повлияла на дальнейшее формирование его личности, благодаря чему он в конце 1950-х начал вести криминальный образ жизни. В 1959 году он был задержан полицией за антиобщественное поведение, но отделался административным штрафом. В том же году из-за хронических прогулов и неуспеваемости он был вынужден бросить школу. После уговоров родителей через год он вернулся в школу, которую окончил в 1960 году.
После окончания школы Сюрратт снова был арестован по обвинению в демонстрации антиобщественного поведения в публичном месте. Во время ареста он оказал сопротивление и совершил нападение на офицера полиции, в ходе которого разбил ему лицо. Сюрратт был осужден по обвинению в нападении и получил в качестве наказания 14 месяцев лишения свободы, которые он отбывал в тюрьме «SCI Camp Hill Range», расположенной в округе Камберленд. После освобождения при материальной поддержке родителей Эдвард поступил в Янгстаунский университет, расположенный в городе Янгстаун (штат Огайо) после чего переехал туда. Однако он быстро потерял интерес к учёбе, вследствие чего в 1963 году был отчислен из университета после первого года обучения и вернулся к родителям.
В течение следующего года он перебивался случайными заработками и занимался низкоквалифицированным трудом. В марте 1964 года Сюрратт был призван в армию США. Он проходил службу на военной базе Форт-Дикс, расположенной на территории штата Нью-Джерси, где как минимум дважды подвергался дисциплинарным взысканиям. В первом случае он нанес травму сослуживцу обрезком трубы во время учиненной им драки, во втором случае он подвергся взысканию за самовольное оставление расположения воинской части, во время которого был арестован полицией за опасную езду и незаконное хранение оружие.
Сюрратт был уволен из рядов армии США в августе 1965 года и снова вернулся в Алипикку, где занялся предпринимательской деятельностью, унаследовав предприятие своего отца, который умер в июне 1965 года от осложнений рака горла. Из-за неопытности и различных обстоятельств он был вынужден закрыть предприятие из-за потери дохода.
Из-за материальных трудностей, в октябре 1966 года Сюрратт завербовался в ряды армии США. Он был зачислен в корпус морской пехоты. Весной 1967 года после прохождения обучения на одной из баз, расположенной на территории США, Сюррат был отправлен на войну во Вьетнаме. В составе танкового батальона плавающих танков в начале 1968 года он принимал участие в сражениях во время Тетского наступления сил НФОЮВ. В 1969 году во время одного из боев он получил ранение в грудь и сильную контузию во время взрыва, в результате которого у него произошёл разрыв барабанной перепонки. В течение следующих нескольких месяцев он проходил лечение в военном госпитале, которое было завершено летом 1970 года. В сентябре того же года Эдвард Сюрратт был демобилизован, после чего вернулся в США. Всего же в период с 1967-го года по 1970-й год Сюрратт принял участие в 11 боевых операциях, за что впоследствии был награждён медалями «Крест за храбрость» и «Пурпурное сердце».
Вернувшись с войны Сюрратт женился и переехал на территорию штата Северная Каролина, где вскоре нашёл работу водителя-дальнобойщика. В этот период он стал демонстрировать девиантное поведение и признаки посттравматического стрессового расстройства.
В 1973 году он был арестован в городе Виргиния-Бич, на территории штата Виргиния по обвинению в попытке изнасилования 13-летнего мальчика. В марте 1974 года он был признан виновным и осужден. Отбыв в заключении менее четырёх лет, Эдвард Сюрратт получил условно-досрочное освобождение и вышел на свободу в январе 1977 года, после чего в очередной раз вернулся в Алипикку.

## Разоблачение
Эдвард Сюрратт попал под подозрение полиции в апреле 1978 года. В то время он работал водителем-дальнобойщиком в одной из компаний, расположенной в городе Шарлотт, штат Северная Каролина и по ходу своей профессиональной деятельности в период с 1977 по 1978 год неоднократно бывал в городах штатов Огайо и Пенсильвания где произошла серия из как минимум 27 нераскрытых убийств, вызвавших среди населения моральную панику.
В апреле 1978 года Эдвард Сюрратт был задержан и подвергнут допросу. В ходе допроса он отрицал свое причастие к преступлениям. Из-за недостатка доказательств, в конечном итоге его были вынуждены отпустить. 6 июня 1978 года он был замечен в родном городе Алипикка, в салоне автомобиля, который принадлежал 66-летнему Лютеру Лэнгфорду, который 1 июня подвергся нападению у себя дома в городе Западная Колумбия (штат Южная Карролина), в результате которого он был убит несколькими ударами бейсбольной биты по голове, а его жена была избита, но впоследствии смогла выжить. Во время задержания, Эдвард Сюрратт несмотря на несколько предупредительных выстрелов оказал  ожесточенное сопротивление семерым сотрудникам правоохранительных органов и сумел сбежать, скрывшись на территории близлежащего металлургического завода возле реки Огайо.
Полицией была проведена поисковая операция, которая закончилась безрезультатно, после чего Сюрратт был объявлен в розыск. В ходе осмотра салона автомобиля Лэнгфорда, была найдена бита с отпечатками пальцев Сюрратта а также ряд предметов принадлежащих 30-летнему инвалиду войны во Вьетнаме - Джозефу Вайнмен и его жене 29-летней Кэтрин Вайнмен, которые были забиты до смерти 30 сентября 1977 года в городе Маршал Тауншип (Штат Пенсильвания), подвергшись нападению в своем доме. Также Сюрратт попал в число подозреваемых в убийстве 28-летнего Фрэнка Зиглера, который был застрелен из револьвера 38-го калибра 27 сентября 1977 года в нескольких сотнях метрах от дома супругов Вайнмен; 34-летнего Ричарда Хайда и жены Донны, которые были застрелен из дробовика в своем доме 4 декабря 1977 года на территории города Мун Тауншип (штат Пенсильвания); 31-летнего Уильяма Адамса и жены 29-летней Нэнси. Адамс  был убит выстрелом из дробовика 20 ноября 1977 года в округе Бивер в то время как его жена пропала без вести.
31 декабря 1977 года Сюрратт находился в городе Бризвуд, штат Пенсильвания, где в тот день были убиты из дробовика 64-летний Гай Миллс, его жена Лаура и 36-летний Джоэль Дрюгер. Квитанции об оплате кредитными картами покупок и ряд других доказательств свидетельствовали о том что Сюррат также находился в городе Бордман (штат Огайо), недалеко от места где была убита женщина, в связи с чем он также стал основным подозреваемым в совершении этих убийств

## Арест
В конце июня 1978 года Эдвард Сюрратт появился в штате Флорида. Он остановился в статистически обособленной местности Вилано-Бич, где 1 июля того же года совершил проникновение со взломом на территорию одного из домов, где совершил нападение на семью из трех человек, в ходе которого он избил хозяина дома и угрожая оружием подверг физическому и сексуальному насилию его жену и его 15-летнюю дочь, после чего находясь в состоянии алкогольного и наркотического опьянений уснул в спальне. Вскоре хозяину дома удалось освободиться от пут и покинуть апартаменты, после чего он вызвал полицию. Сюрратт не успел покинуть место преступления и был арестован. Во время ареста он не пытался оказать сопротивление
В ходе дальнейшего расследования, на основе вещественных доказательств следствие подозревало Эдварда Сюрратта в причастности как минимум к 18 убийствам, в совершении которых преступник продемонстрировал выраженный им образ действия, аналогичный тому, который продемонстрировал Сюрратт во время нападения в городе Вилано-Бич

## Суд
Судебный процесс в штате Флорида над Эдвардом Сюрратом открылся осенью 1978 года на территории округа Волусша. 20 сентября того же года вердиктом жюри присяжных заседателей он был признан виновным в проникновении со взломом, нападении сопряженным с изнасилованием, в совершении угрозы убийством, на основании чего 27 октября 1978 года получил в качестве наказания два срока в виде пожизненного лишения свободы и дополнительные 200 лет лишения свободы.  После суда он был этапирован в штат Южная Каролина, где предстал перед судом в округе Лексингтон по обвинению в убийстве Лютера Лэнгфорда и нападении на его жену. Летом 1979 года он был признан виновным и получил в качестве наказания ещё два срока в виде пожизненного лишения свободы. Во время первого судебного процесса Сюрратт признался в совершении убийства 56-летнего Джона Шелконса, который был застрелен из дробовика в своем доме 7 января 1978 года на территории города Баден (штат Пенсильвания) и в совершении нападении на его жену Кэтрин, которая была избита, но осталась жива. Однако ввиду его длительных сроков лишения свободы, прокуратура округа Бивер в 1980 году отказалась  выдвигать против него официальное обвинение.

## В заключении
Все последующие годы жизни Эдвард Сюрратт провел в разных пенитенциарных учреждениях штата Флорида. 8 мая 1993 года во время перевода и этапирования из одного тюремного учреждения в другое на территории округа Полк, Сюрратт совершил попытку нападения на офицера полиции с целью захвата контроля над оружием и автомобилем, но был обезврежен. Ему инкриминировали попытку совершения побега, на основании чего в мае 1994 года он был осужден и получил в качестве наказания дополнительные 2 года и 6 месяцев лишения свободы.
В 2007 году он признался в убийстве Дэвида Хэмилтона и его жены Линды, которые подверглись нападению  20 сентября 1977 года в городе Бивер Тауншип (штат Огайо), в результате которого Дэвид Хэмилтон был убит, а его жена пропала без вести и в убийстве 63-летнего Джона Дэвиса и его жены 61-летней Мэри Дэвис, которые были застрелены из дробовика в ноябре 1977 года в Бивер Тауншип. Также Сюрратт заявил, что совершил убийство 17-летнего Джона Финни, который был убит выстрелом из дробовика 22 октября 1977 года в городе Файндлэй Тауншип (штат Пенсильвания) во время свидания со своей невестой 16-летней Рэни Грегор. После обнаружения тела Джона Финни, Рэни Грегор была объявлена пропавшей без вести и в последующие десятилетия её местонахождения и дальнейшую судьбу установить не удалось. Эдвард Сурратт заявил, что после убийства Джона Финни, взял в заложники Рэни Грегор и отвез её в лесистую местность, где под угрозой изнасиловал а затем застрелил её выстрелом в рот, после чего закопал её тело. Сурратт согласился указать место захоронения тел Грегор и Линды Хэмилтон, а также дать показания по другим эпизодам в обмен на перевод в одно из пенитенциарных учреждений на территории штата Южная Каролина и перевод на облегченные условия отбывания наказания, но ему отказано и соглашение в конечном итоге достигнуто не было
По состоянию на август 2020 года, 79-летний Эдвард Сурратт продолжает отбывать свое наказание в тюрьме «Marion Correctional Institution» на территории штата Флорида.